# Forza (computerspelserie)
Forza is een serie racespellen uitgegeven door Microsoft Studios. De franchise is verdeeld in twee series, de originele Forza Motorsport-serie, en de Forza Horizon-serie die zich afspeelt in een open wereld. Alle spellen zijn (mede-)ontwikkeld door Turn 10 Studios, echter is Playground Games de hoofdontwikkelaar voor de Forza Horizon-reeks.

## Spellen
| Uitgebracht | Titel              | Ontwikkelaar     | Platform                                          |
| ----------- | ------------------ | ---------------- | ------------------------------------------------- |
| 2005        | Forza Motorsport   | Turn 10 Studios  | Xbox                                              |
| 2007        | Forza Motorsport 2 | Turn 10 Studios  | Xbox 360                                          |
| 2009        | Forza Motorsport 3 | Turn 10 Studios  | Xbox 360                                          |
| 2011        | Forza Motorsport 4 | Turn 10 Studios  | Xbox 360                                          |
| 2012        | Forza Horizon      | Playground Games | Xbox 360                                          |
| 2013        | Forza Motorsport 5 | Turn 10 Studios  | Xbox One, Xbox Series X/S                         |
| 2014        | Forza Horizon 2    | Playground Games | Xbox 360, Xbox One, Xbox Series X/S               |
| 2015        | Forza Motorsport 6 | Turn 10 Studios  | Windows, Xbox One, Xbox Series X/S                |
| 2016        | Forza Horizon 3    | Playground Games | Windows, Xbox One, Xbox Series X/S                |
| 2017        | Forza Motorsport 7 | Turn 10 Studios  | Windows, Xbox One, Xbox Series X/S                |
| 2018        | Forza Horizon 4    | Playground Games | Windows, Xbox One, Xbox Series X/S                |
| 2021        | Forza Horizon 5    | Playground Games | Windows, Xbox One, Xbox Series X/S, PlayStation 5 |
| 2023        | Forza Motorsport   | Turn 10 Studios  | Windows, Xbox Series X/S                          |